# Surzur
Surzur (tiếng Breton: Surzhur) là một xã ở tỉnh Morbihan trong vùng Bretagne tây bắc Pháp. Xã này có diện tích 57,29 km², dân số năm 1999 là 2434 người. Khu vực này có độ cao từ 0-42 mét trên mực nước biển.
Cư dân của Surzur danh xưng trong tiếng Pháp là Surzurois.

## Tiếng Bretagne
Năm 2007, có 9,8% trẻ em học trường song ngữ ở cấp tiểu học.